# Anton Schemmel
Anton Schemmel (* 13. November 1818 in Waldsee; † 28. September 1866 in Stuttgart) war ein deutscher Verwaltungsbeamter.

## Leben
Schemmel trat 1832 in die Kanzlei des Oberamts Waldsee ein und war dann bis 1839 Oberamtsgehilfe in Waldsee und Schwäbisch Hall.
Dann studierte er von 1839 bis 1841 Staatswissenschaften in Tübingen. Seit 1839 war er Mitglied der Burschenschaft Germania Tübingen. 1841 legte er die erste und 1842 die zweite höhere Dienstprüfung ab. 
Danach war er 1843 beim Oberamt Ravensburg, von 1843 bis 1844 beim Oberamt Wangen und ab 1844 beim Oberamt Hall tätig. Anschließend war mehrfach für kurze Zeit Oberamtsverweser bei den Oberämtern Hall, Freudenstadt, Münsingen, Mergentheim und Ehingen.
Er leitete das Oberamt Gmünd von 1851 bis 1852 provisorisch und von 1852 bis 1866 definitiv als Oberamtmann.
Schemmel war katholischer Konfession.